# Futbol Club Encamp
El Futbol Club Encamp és un club andorrà de futbol de la ciutat d'Encamp. Actualment juga en la Segona Divisió.

## Història
Fundat el 1950, és el club més antic de la primera divisió andorrana i el segon del país després del FC Andorra (fundat el 1942). Guanyà la primera lliga la temporada 1995-96, i cinc anys més tard la segona (2001-02) classificant-se per la Copa de la UEFA. La temporada 2004-05 va baixar a Segona Divisió i la següent retornà a Primera. La mateixa història es repetí el 2006-07, retornant a Primera el 2009. Un nou descens es produí la temporada 2011, retornant entre el millors el 2011-12.
Els seus colors blanc i blau els agafa de la comuna d'Encamp. El club juga els seus partits al Camp de Futbol d'Encamp, amb capacitat per a 550 persones, situat a Prada de Moles, inaugurat el novembre de 2015.

## Palmarès
- 2 Lliga andorrana de futbol: 1996, 2002
- 3 Segona Divisió: 2005-06, 2008-09, 2011-12